# Diuca speculifera
Diuca speculifera là một loài chim trong họ Thraupidae.